# 시부카와 미쓰요리
시부카와 미쓰요리(渋川 満頼, しぶかわ みつより)는 일본 무로마치 시대(室町時代) 전기부터 중기에 걸쳐 활동했던 무장 ・ 슈고 다이묘(守護大名), 규슈 단다이(九州探題)이다.
시부카와 씨는 무로마치 쇼군 가문인 아시카가 씨의 친족으로 겐지를 혼세로 하며, 시부카와 미쓰요리는 한국의 《조선왕조실록》에는 혼세와 함께 그의 법명을 써서 원도진(源道鎭)이라는 이름으로 등장한다.

## 생애
분추(文中) 원년/오안(応安) 5년(1372년) 시부카와 씨 6대 당주 ・ 시부카와 요시유키(渋川義行)의 둘째 아들로 태어났으며, 3대 쇼군(将軍) ・ 아시카가 요시미쓰(足利義満)로부터 이름자 한 자를 받아서 미쓰요리(満頼)라 하였다.
어린 시절에 아버지가 세상을 떠나고, 덴주(天授) 원년/에이와(永和) 원년(1375년)부터 메이토쿠(明徳) 4년(1393년)까지 빗추국(備中国), 덴주(天授) 5년/고랴쿠(康暦) 원년(1379년)부터 고와(弘和) 2년/에이토쿠(永徳) 2년(1382년)까지 셋쓰국(摂津国), 오에이(応永) 원년(1394년)부터 오에이 7년(1400년)까지 아키국(安芸国)의 슈고(守護)를 맡았다.
오에이 3년(1396년)부터는 쇼군 요시미쓰에 의해 파면된 이마가와 사다요(今川貞世, 료슌)의 후임으로, 죽은 아버지와 같은 규슈 단다이(九州探題)로 임명되었다.
단다이가 되고부터는 쇼니씨(少弐氏)나 기쿠치씨(菊池氏), 아소씨(阿蘇氏) 등 반막부 세력의 평정에 힘썼고, 쇼니 사다요리(少弐貞頼), 기쿠치 다케토모(菊池武朝)와 싸웠다. 특히 쇼니 씨와의 인연은 이후 누대에 걸쳐 이어지게 된다. 미쓰요리는 여러 다이묘의 총제에 있어서 료슌에 미치지 못하였음에도 무난히 임무를 수행하였으며, 히젠국(肥前国)을 단다이의 분국(分国)으로 정하고 시부카와 씨가 규슈에서 한 세력으로써 센고쿠 시대(戦国時代) 전기까지 존속할 기반을 쌓았다. 미쓰요리는 지쿠젠국(筑前国)에서 히젠으로 본거지를 옮기고, 히젠 야부 군(養父郡) 아야베(綾部)에 있는 아야베 성(綾部城)에 슈고노다테(守護館)를 세웠다. 이것이 시부카와 씨 대대의 저택이 되었다.
또한 한편으로 조선과의 적극적인 교역을 행하여 자신을 구주도독(九州都督), 진서절도사(鎮西節度使) 등으로 칭하며 조선으로부터 교역을 허가한다는 도서(図書)를 받고 수도서인(受図書人)이 되었다.
오에이 13년(1406년) 머리를 깎고 도진(道鎮)이라 하였으며, 오에이 26년(1419년) 규슈 단다이를 사임하고 아들 요시토시(義俊)에게 넘겨주었다. 이후 규슈 단다이는 시부카와 씨가 대대로 세습하게 된다.
분안(文安) 3년(1446년) 3월 13일에 교토(京都)에서 사망하였다.